# Farid Ghazi
Pour les articles homonymes, voir Ghazi.
Farid Ghazi (en arabe : فريد غازي), né le 16 mars 1974,, à Guelma, est un footballeur international algérien.
Il compte 22 sélections en équipe nationale entre 1999 et 2002.

## Biographie
Farid Ghazi ne possède aucun lien de parenté avec le footballeur Algérien Karim Ghazi.

### Carrière en club
Farid Ghazi a joué la majorité de sa carrière pour des clubs algériens mais a joué un peu à l'extérieur du pays pour des clubs étrangers comme l'ESTAC Troyes, la Bani Yas Club, le HJK Helsinki ou encore l'Olympique de Béja. Il a notamment remporté la Coupe Intertoto avec l'ES Troyes AC mais malgré avoir fait une excellente saison, il fut contraint par son entraîneur de quitter le club à cause du Ramadan.
Il a pendant sa première saison avec le HJK Helsinki été l'un des meilleurs joueurs en marquant 12 buts en championnat et 2 durant la coupe de Finlande de football. Il a même disputé un match dans la coupe UEFA contre le club irlandais Drogheda United Football Club.
En 2007, Ghazi a été suspendu d'un match car l'arbitre a dit que Farid l'a traité de raciste. L'affaire n'était pas claire vu que Ghazi ne savait pas parler finnois. Le comité de discipline de l'association de football finlandaise n'a pu mettre au clair cette affaire.

### Carrière internationale
Farid a joué 40 matchs avec l'équipe nationale Algérienne avec un seul but, le but a été marqué durant la Coupe d'Afrique des nations 2000 contre le Gabon à la 12e minute de jeu, match qui sera remporté par l'Algérie par (3-1).

## Statistiques
| Saison                | Club                  | Championnat           | Championnat | Championnat | Coupe(s) nationale(s) | Coupe(s) nationale(s) | Total | Total |
| Saison                | Club                  | Division              | M.          | B.          | M.                    | B.                    | M.    | B.    |
| 1997-1998             | JS Kabylie            | 1                     | 14          | 4           | 2                     | 0                     | 16    | 4     |
| 1998-1999             | JS Kabylie            | 1                     | 24          | 19          | 6                     | 4                     | 30    | 23    |
| 1999-2000             | ESTAC Troyes          | 1                     | 20          | 5           | -                     | -                     | 20    | 5     |
| 2000-2001             | ESTAC Troyes          | 1                     | 14          | 2           | -                     | -                     | 14    | 2     |
| 2001-2002             | ESTAC Troyes          | 1                     | 4           | 1           | -                     | -                     | 4     | 1     |
| 2001-2002             | Baniyas SC (prêt)     | 1                     | -           | -           | -                     | -                     | 0     | 0     |
| 2002-2003             | ES Troyes AC          | 1                     | 3           | 0           | -                     | -                     | 3     | 0     |
| 2002-2003             | JS Kabylie            | 1                     | 13          | 6           | -                     | -                     | 13    | 6     |
| 2004-2005             | Olympique de Béja     | 1                     | 11          | 3           | -                     | -                     | 11    | 3     |
| 2005-2006             | ES Guelma             | 3                     | -           | -           | -                     | -                     | 0     | 0     |
| 2006                  | HJK Helsinki          | 1                     | 22          | 12          | -                     | -                     | 22    | 12    |
| 2007                  | HJK Helsinki          | 1                     | 7           | 2           | -                     | -                     | 7     | 2     |
| 2007-2008             | JSM Béjaïa            | 1                     | 22          | 7           | 4                     | 1                     | 26    | 8     |
| 2008-2009             | JSM Béjaïa            | 1                     | 18          | 3           | 0                     | 0                     | 18    | 3     |
| Total sur la carrière | Total sur la carrière | Total sur la carrière | 158         | 60          | 4                     | 1                     | 162   | 61    |

## Palmarès
- Avec l'US Chaouia
  - Champion d'Algérie en 1994.
  - Vainqueur de la supercoupe d'Algérie en 1994.

- Avec la JS Kabylie
  - Champion d'Algérie en 2004.
  - Vice-champion d'Algérie en 1999
  - Finaliste de la coupe d'Algérie en 2004.

- Avec l'ESTAC Troyes
  - Vainqueur de la Coupe Intertoto en 2001.

- Avec le HJK Helsinki
  - Vice-champion de Finlande en 2006.
  - Vainqueur de la coupe de Finlande en 2007.

- Avec la JSM Béjaia
  - Vainqueur de la coupe d'Algérie en 2008.
  - Finaliste de la coupe nord-africaine des vainqueurs de coupe en 2008 avec la JSM Béjaia.

- Avec l'Algérie
  - 40 sélections avec l'équipe d'Algérie avec un seul but.

### Distinctions personnelles
- Ilta-Sanomat Player of the Year Award : 2006
- Meilleur buteur du championnat d'Algérie avec la JS Kabylie durant la saison 1998-1999 avec 19 buts.